# Gördeszka

A gördeszka egy kerekekkel és tengelyekkel felszerelt falap, melyet főként sportolásra használnak. A falapot egy fekete "papír" borítja, amelyet grip tape-nek nevezünk. A gördeszkával számtalan trükk és ennek variációja hozható létre. A gördeszkázás mára világszerte népszerű szabadidős és extrém sporttá vált, amely egyaránt fejleszti az egyensúlyt és az ügyességet.

## Története
Az első gördeszkások az 1960-as évek kaliforniai szörfös fiataljai közül kerültek ki, akik a deszkáikra kerekeket szereltek. Ez volt az első gördeszka, ami szinte csak szlalomozásra volt alkalmas. Készült egy film is erről az időszakról a Lords of Dogtown. 1970 után megjelentek az első gördeszkákkal foglalkozó cégek. Az első szabadtéri skateparkot 1976-ban építették fel Floridában. Ezt persze hamarosan több száz követte, egész Észak-Amerikában. A leghíresebb deszkások ekkoriban Tony Alva, Jay Adams és Tom 'Wally' Inoyoue voltak. Minden idők egyik legismertebb gördeszkása Tony Hawk.
A legnépszerűbb ma az utcai (street) stílus, ahol a "hivatalos" megfogalmazás szerint minden olyan, az utcán is potenciálisan előforduló akadály felállítható, amin trükköket lehet végrehajtani. Ezek közé tartoznak például a lépcsők, korlátok, padok, rámpák és egyéb városi elemek, amelyek változatos és kreatív mozgáslehetőségeket kínálnak a gördeszkások számára. Az utcai stílusban a deszkások nemcsak technikai tudásukat, hanem egyéni stílusukat és ötletességüket is megmutathatják, miközben dinamikus és látványos elemeket mutatnak be. Leegyszerűsítve: át lehet ugrani, le lehet csúszni róla, meg lehet fordulni fölötte stb. Magyarországon 1985-ben jelent meg a sportág. A hazai hőskor egyértelműen a Hősök teréhez köthető, ahol kialakult egy deszkás társaság. Az első hazai felfutás az 1990-es évek első felére tehető. A második hullám a 2000-es években, a Tony Hawk's Pro Skater videójáték megjelenésével egyidőben kezdődött. 2015 környékén itthon is megjelentek a hőskort idéző műanyag gördeszkák. 2020-ban a sportág szerepelt a tokiói olimpián.

## Részei

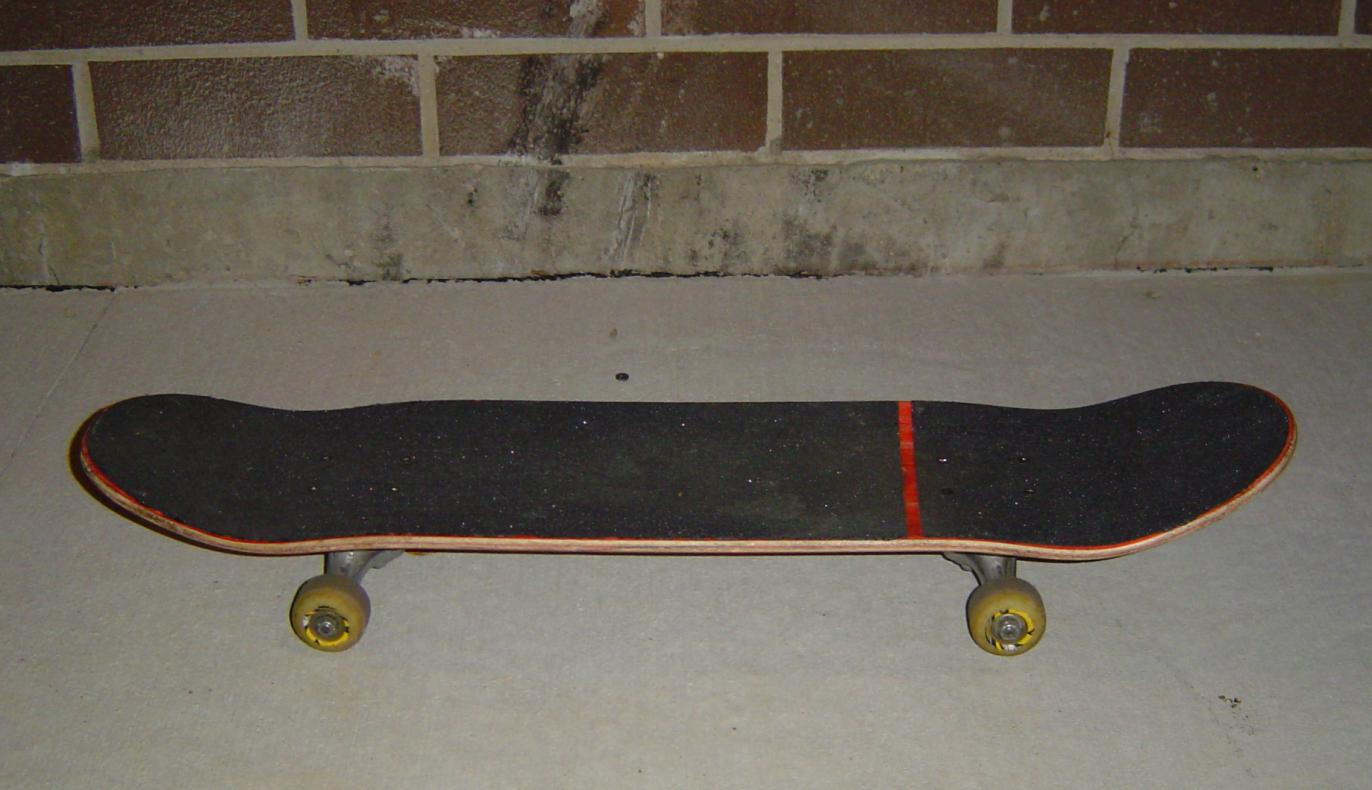
Szokványos gördeszka

- Lap, általában 7 réteg rugalmasabb fából áll össze
- Két felfüggesztés és alatta a műanyag alátét
- Kerekek
- Csapágyak
- Griptape

Az imént felsorolt alkatrészeket csavarok, anyák tartják össze.